# Chatenet
Chatenet là một xã trong tỉnh Charente-Maritime canton of Montlieu-la-Garde of the Charente-Maritime in the trong vùng Nouvelle-Aquitaine, tây nam nước Pháp. Xã Chatenet nằm ở khu vực có độ cao trung bình 85 mét trên mực nước biển.
Sông Seugne chảy theo hướng bắc tây bắc quan giữa thị trán và tạo thành một phần ranh giới phía nam và bắc.

## Lịch sử biến động dân số
| Năm  | Dân số | Mật độ |
| ---- | ------ | ------ |
| 1962 | 268    | -      |
| 1968 | 275    | -      |
| 1975 | 215    | -      |
| 1982 | 210    | -      |
| 1990 | 195    | -      |
| 1999 | 188    | 19/km² |